# Daniel Isăilă
Daniel Isăilă (n. 29 iunie 1972, Brașov, România) este un antrenor român de fotbal. Și-a cunoscut consacrarea ca fotbalist la FC Brașov, după ce debutase în fotbal la o altă echipă din orașul natal, FC Tractorul Brașov.

## Carieră fotbalistică
A adunat 149 de meciuri în Liga I, marcând și șapte goluri. A jucat de opt ori în Cupa UEFA, câte patru meciuri pentru Rapid București și FC Brașov, în sezoanele 2000-2001 și 2001-2002, marcând un gol în această competiție, în tricoul brașovenilor.
Și-a început cariera de antrenor în noiembrie 2006, la divizionara secundă FC Săcele. A fost apoi cooptat în staful tehnic al lui Răzvan Lucescu, devenind secundul acestuia la FC Brașov.
În turul sezonului 2010-2011 a fost antrenor principal al echipei FC Brașov, și deoarece nu avea licența PRO, a fost supervizat de directorul tehnic Daniel Oprea. A rămas antrenor secund la echipă, locul său fiind preluat din luna decembrie de António Conceição.
În perioada 2011-2013, a antrenat echipe din Liga a II-a, între care Sportul Studențesc (2011-2012) și FCM Târgu Mureș (2012-2013).
În 2013, a fost adus antrenor la Astra Giurgiu. Sub conducerea sa, Astra a terminat pe locul 4 în Liga I și a reușit prima calificare în Europa League, mergând până în turul 3 preliminar. Cea mai importantă reușită a echipei a fost rezultatul general cu Omonia Nicosia (3-2).
În 2014, a câștigat Cupa României cu formația din Giurgiu, precum și Supercupa României, ambele la penalty-uri în fața echipei Steaua București. Acestea fiind de asemenea primele trofee din istoria echipei giurgiuvene.
Între 2014 și 2016 a fost antrenor secund la echipa națională de fotbal a României.

## Statistici antrenorat
La 10 noiembrie 2017.
| Echipa             | Țara    | Început           | Sfârșit                     | Rezultate | Rezultate | Rezultate | Rezultate | Rezultate | Rezultate | Rezultate |
| Echipa             | Țara    | Început           | Sfârșit                     | MJ        | V         | E         | Î         | GM        | GP        | Win %     |
| ------------------ | ------- | ----------------- | --------------------------- | --------- | --------- | --------- | --------- | --------- | --------- | --------- |
| FC Brașov          | România | 9 iulie 2010      | 1 noiembrie 2011 (combinat) | 30        | 7         | 11        | 12        | 25        | 34        | 23,33     |
| Sportul Studențesc | România | 3 noiembrie 2011  | 22 august 2012              | 22        | 5         | 6         | 11        | 22        | 34        | 22,73     |
| ASA Târgu Mureș    | România | 24 august 2012    | 11 martie 2013              | 14        | 7         | 2         | 5         | 17        | 14        | 50        |
| Astra Giurgiu      | România | 14 aprilie 2013   | 22 martie 2014              | 32        | 18        | 9         | 5         | 67        | 33        | 56,25     |
| Astra Giurgiu      | România | 8 mai 2014        | 10 octombrie 2014           | 23        | 15        | 1         | 7         | 55        | 31        | 65,22     |
| România Under-21   | România | 13 decembrie 2016 | Prezent                     | 7         | 3         | 2         | 2         | 10        | 10        | 42,86     |
| Total              | Total   | Total             | Total                       | 128       | 55        | 31        | 42        | 196       | 156       | 42,97     |

## Palmares

### Antrenor
Astra Giurgiu
- Cupa României (1): 2013–14
- Supercupa României (1): 2014